# آزادکننده سروتونین
آزادکننده سرتونین (به انگلیسی: Serotonin releasing agent) (اختصاری SRA) ، گروهی ازداروها و مواد شیمیایی مانند آمفتامین هستند که آزادکردن سرتونین از نورون پیش‌سیناپسی به درون سیناپس را تحریک می‌کند. در نتیجه‌ی این کارکرد، غلظت برون‌سلولیِ سرتونین فزونی یافته و پیام‌رسانی عصبی سرتونرژیک نیز بیشتر می‌گردد.